# Castiglione d'Orcia
Castiglione d'Orcia és un comune (municipi) de la província de Siena, a la regió italiana de la Toscana, situat uns 90 km al sud-est de Florència i uns 40 km al sud-est de Siena, a la Vall de l'Orcia, a prop de l'antiga Via Càssia. L'1 de gener de 2018 la seva població era de 2.294 habitants.
Limita amb els següents municipis: Abbadia San Salvatore, Castel del Piano, Montalcino, Pienza, Radicofani, San Quirico d'Orcia i Seggiano.

## Història
L'assentament s'esmenta per primera vegada el 714, quan era possessió de la família Aldobrandeschi. El 1252 es va convertir en un comune independent, però va perdre la seva independència al segle següent a favor de la República de Siena, que el va confiar a famílies poderoses, com els Piccolomini i els Salimbeni. Posteriorment, Castiglione va formar part del Gran Ducat de Toscana i, a partir de 1861 del Regne d'Itàlia.

## Llocs d'interès
- Rocca (Castell) de Tentennano, amb vistes a la frazione de Rocca d'Orcia. Va ser el centre de la lluita entre els Salimbeni i la República de Siena, que el va tornar a adquirir el 1408. En el segle xvi va tornar a ser objecte de disputa entre Siena i Florència.
- Rocca Aldobrandesca.
- Esglésies romàniques de Santa Maria Maddalena i Santi Stefano e Degna. Aquesta última alberga una "Madonna amb el Nen" de Simone Martini i una "Madonna amb el Nen" de Pietro Lorenzetti.